# Aït Erkha
Aït Erkha är en kommun i Marocko.   Den ligger i provinsen Sidi Ifni och regionen Guelmim-Oued Noun, 600 km söder om huvudstaden Rabat. Antalet invånare är 5 819.